# 卡雷 (烏克蘭)
47°33′21″N 30°33′42″E / 47.55583°N 30.56167°E
卡雷（羅馬化：Kare）是位於烏克蘭西南部的村莊，由敖德萨州贝雷济夫卡区的米科萊夫卡市鎮負責管轄。該村始建於1918年，面積0.87平方公里，海拔高度122米，2001年人口45，人口密度每平方公里51.72人。